# 攻殼機動隊 STAND ALONE COMPLEX
《攻殼機動隊 STAND ALONE COMPLEX》（簡稱：攻殼機動隊 S.A.C.）是一部日本電視動畫，改編自士郎正宗原作的漫畫《攻殼機動隊》。於2002年播映，全26話。獲選為2002年第六屆日本新媒體動漫藝術節動畫部門優秀獎。
相較於原作漫畫及電影改編的故事以「人偶師」為主軸而進行，在本作的故事中主角草薙素子並未遇見人偶師，而繼續留在公安九課之中。因此本作品可視為與其他作品無關的平行世界。
由於本作品廣受好評，製作公司又推出了第二部電視動畫《攻殼機動隊 S.A.C 2nd GIG》，人物繼續延續第一部動畫的設定而劇情的時間設定則為第一部動畫之後發生的事情。

## 劇情簡介
西元2030年時，網路的加速性發展，也帶來了犯罪的複雜化，以事先找到犯罪的種子，並消除其危險性為目的的組織—公安九課被設立了，該組織是直屬日本內務省的獨立部隊，一支高度義體化並擅長電腦戰的特殊部隊，俗稱「攻殼機動隊」。從電腦犯罪、國內要人的保護、兇惡殺人犯的搜索、揭發政客的貪污、抑制恐怖活動的發生到不能公開的暗殺，都是公安九課工作範圍。

## 登場人物

### 公安九課
- 草薙素子（草薙素子）：日本軍事部隊 （「自衛軍」）出身，最終軍階「三佐」（少校），同時這也成了她在9課時的外號。在九課中地位近乎隊長，有極高的領導及指揮能力、豐富的實戰經驗、並擅長電腦戰。加入九課前和某些成員在軍隊共事過。更早的經歷不明。女性、身高 168 公分、體重及年齡不詳。
- 荒卷大輔（日文：荒巻大輔）：公安九課課長，有清晰的判斷力及迅速的行動力，深受部下信賴。全身只有腦子作了一點必要的義體化。男性、身高 153 公分。
- 巴特（日文：バトー）：全身幾乎完全義體化，谍报专家，有著相當強悍的實戰經驗及能力，與草薙素子有很好的搭配默契，男性、身高 187 公分。
- 德古沙（日文：トグサ）：被草薙素子從日本刑事警察中提拔的新進隊員，有優秀的分析能力。因為全身只有腦子作了一點必要的義體化，在九課中是個特異的成員。有一名妻子和一名女兒，一名兒子。實戰能力普通，喜好使用左輪手槍。男性、身高 178.5 公分。
- 石川（日文：イシカワ）：擅長情報收集及擔當接應，电子战仅次于草薙素子，很久前就曾經與草薙素子在日本軍隊的情報部共事過。義體化項目不明。男性、身高 180 公分。
- 齋藤（日文：サイトー）：擔任狙擊手，經常參與作戰，左眼明顯義體化，專為狙擊用。男性、身高 172 公分。
- 波瑪（日文：ボーマ）：經常與帕茲一起行動，设备、武器、爆破专家，有時也會幫忙石川進行情報收集，全身幾乎完全義體化。男性、身高 200 公分。
- 帕茲（日文：パズ）：一個沉默寡言又愛抽菸的男人，万事通，義體化項目不明。身高 177 公分。
- 攻殼車（「塔奇克馬」，日文：タチコマ）：配屬於公安九課的小型「思考戰車」，共九架。擁有高度的人工智慧，能獨立作戰。可供一名人類操作。

（與其它關聯作品之差異請詳見公安九課）

### 其它人物
- 山口：德古沙任職於日本總廳時的同期舊友，笑面男事件特別搜查本部的成員，已婚，於發現警方內部不當使用攔截者後，遭到殺害。

（登場話數：第 4 話）
- 丹生邦彥：日本新濱縣刑事課長，笑面男事件特別搜查本部主任，51 歲，涉入不當使用攔截者一案。

（登場話數：第 4 話）
- 大堂義一：日本警視總監，笑面男事件發生當時，擔任縣警本部長，涉入不當使用攔截者一案。

（登場話數：第 4、5、6 話）
- 七尾·A：36 歲，父親為警察，在大學時代曾加入"人類解放戰線"之一的"綠之塔"，並與當時左派勢力"興國旅團"一起行動過，有涉入武裝鬥爭事件而遭到逮捕的前科，後以專案程式設計師的身份進入瀨良野基因科技公司工作，但任職一年後，被密告其過往的經歷而遭到解僱，參與並執行暗殺警視總監的計劃，原本打算假冒笑面男的身份而被逮捕，但在被逮捕之前卻遭到殺害。

（登場話數：第 5、6 話）
- 馬賽羅‧賈提（日文：マルセロ）：捷諾馬的民主革命指導者，兼捷諾馬軍事顧問，同時也是南美的毒品大王，是引導捷諾馬革命邁向成功的功臣。包含 SAS 及 Delta 策劃的暗殺在內，在劇中至少遭到六次暗殺，但本人實際上早已死亡，於其後出現的皆是經過靈魂複製的替身。

（登場話數：第 7 話）
- 岩崎：日本醫療科技公司董事長，全身義體化，採用詹姆森（Jameson）型的義體，有關西腔，經常出現在附於每話之後的"攻殼車的日常生活"小劇場。

（登場話數：第 8 話）
- 葵：庇護工場裡的一名神秘少年，平日坐在輪椅上總是在左手戴著一副棒球手套並拿著球。個性十分安靜，深受眾人喜愛，也被同伴稱作“團長”。“團長”的名字來源於傑羅姆·大衛·塞林格的小說《笑面人（法语：L'Homme qui rit）》中科曼奇團的團長。

（登場話數：第 11 話）

## 製作團隊
- 原作 - 士郎正宗
- 企劃 - 石川光久、渡辺繁
- 導演、劇本統籌 - 神山健治
- 人物設計 - 下村一
- 機械設計 - 寺岡賢司、常木志伸
- 美術監督 - 竹田悠介
- 美術設定 - 加藤浩
- 色彩設定 - 片山由美子
- 特殊效果 - 村上正博
- 攝影監督 - 田中宏侍
- 3D監督 - 遠藤誠
- 編輯 - 植松淳一
- 音響監督 - 若林和弘
- 音樂 - 菅野洋子
- 音樂製作人 - 太田敏明
- 音樂監督 - 石川吉元
- 音樂製作 - 勝利娛樂
- 製作人 - 松家雄一郎、杉田敦
- 動畫製作 - Production I.G
- 製作 - 攻殻機動隊製作委員會（Production I.G、萬代影視、萬代娛樂、電通、日本電視台、德間書店、勝利娛樂、MANGA娛樂）

## 配音員
- 草薙素子：田中敦子
- 荒卷大輔：阪修
- 巴特：大塚明夫
- 德古沙：山寺宏一
- 石川：仲野裕
- 齋藤：大川透
- 帕茲：小野塚貴志（日语：小野塚貴志）
- 波瑪：山口太郎（日语：山口太郎）
- 塔奇克馬：玉川紗己子

## 主題歌

### 片頭曲
「inner universe」
作詞 - Origa、Shanti Snyder / 作曲・編曲 - 菅野洋子 / 歌 - Origa
「GET9」
作詞 - Tim Jensen / 作曲・編曲 - 菅野洋子 / 歌 - jillmax
- 電視上放送時

### 片尾曲
「lithium flower」
作詞 - Tim Jensen / 作曲・編曲 - 菅野よう子 / 歌 - Scott Matthew
「I do」
作詞・歌 - Ilaria Graziano / 作曲、編曲 - 菅野洋子
- 電視上放送時

※也是在《攻殻機動隊 S.A.C. 2nd GIG》當中的插入曲。

## 各話列表
- SA：Stand Alone（獨立）集數、C：Complex（複合）集數。

| 話數 | 日文標題（中文標題） 英文標題 (參照英語維基百科)                                                               | 腳本     | 分鏡       | 演出       | 作畫監督                   |
| ---- | --- | -------- | ---------- | ---------- | -------------------------- |
| 1    | SECTION-9（公安9課） SA: Public Security Section 9 – SECTION-9                                                 | 神山健治 | 神山健治   | 河野利幸   | 後藤隆幸                   |
| 2    | TESTATION（暴走的證明） SA: Runaway Evidence – TESTATION                                                       | 藤咲淳一 | 河野利幸   | 河野利幸   | 浅野恭司 玄馬宣彦(機械)    |
| 3    | ANDROID AND I（小小的叛亂） SA: A Modest Rebellion – ANDROID AND I                                             | 櫻井圭記 | 吉原正行   | 吉原正行   | 植村淳                     |
| 4    | INTERCEPTER（視覺裝置在笑著） C: The Visual Device will Laugh – INTERCEPTER                                    | 菅正太郎 | 神山健治   | 山本秀世   | 山口賢一 後藤隆幸 玄馬宣彦 |
| 5    | DECOY（誘餌鳥在歌唱） C: The Inviting Bird will Chant – DECOY                                                  | 藤咲淳一 | 中村隆太郎 | 中村隆太郎 | 須賀重行 川原智弘(機械)    |
| 6    | MEME（模仿者在跳舞） C: The Copycat will Dance – MEME                                                          | 藤咲淳一 | 橘正紀     | 橘正紀     | 後藤隆幸                   |
| 7    | IDOLATER（偶像崇拜） SA: Idolatry – IDOLATOR                                                                   | 藤咲淳一 | 若林厚史   | 若林厚史   | 佐藤雅弘                   |
| 8    | MISSING HEARTS（得天獨厚的人們） SA: The Fortunate Ones – MISSING HEARTS                                       | 櫻井圭記 | 川崎逸朗   | 布施木一喜 | 新野量太 玄馬宣彦(機械)    |
| 9    | CHAT! CHAT! CHAT! （棲息在網路暗處的男人） C: The Man Who Dwells in the Shadows of the Net – CHAT! CHAT! CHAT! | 佐藤大   | 神山健治   | 橘正紀     | 浅野恭司                   |
| 10   | JUNGLE CRUISE （適合在密林航路的日子） SA: A Perfect Day for a Jungle Cruise – JUNGLE CRUISE                   | 佐藤大   | 松本淳     | 松本淳     | 前田明寿                   |
| 11   | PORTRAITZ（在若蟲的森林中） C: In the Forest of Pupae – PORTRAITZ                                              | 櫻井圭記 | 河野利幸   | 河野利幸   | 後藤隆幸                   |
| 12   | ESCAPE FROM （攻殼車離家出走 電影導演的夢） SA: Tachikoma Runs Away; The Movie Director's Dream – ESCAPE FROM  | 櫻井圭記 | 吉原正行   | 吉原正行   | 海谷敏久 樋口香里          |
| 13   | NOT EQUAL（≠恐怖份子） SA: Unequal Terrorist – NOT EQUAL                                                       | 菅正太郎 | 布施木一喜 | 布施木一喜 | 後藤隆幸                   |
| 14   | ¥€$（全自動資本主義） SA: Automated Capitalism – ¥€$                                                           | 神山健治 | 山本秀世   | 山本秀世   | 丸山宏一                   |
| 15   | MACHINES DESIRANTES（機械們的時間） SA: Time of the Machines – MACHINES DÉSIRANTES                             | 櫻井圭記 | 竹下健一   | 竹下健一   | 新野量太 玄馬宣彦(機械)    |
| 16   | Ag2O（心的破綻） SA: Chinks in the Armor of the Heart – Ag2O                                                   | 寺戸信寿 | 神山健治   | 橘正紀     | 浅野恭司 玄馬宣彦(機械)    |
| 17   | ANGELS' SHARE （未完成愛情羅曼史的真相） SA: The True Reason For The Unfinished Love Affair – ANGELS' SHARE    | 櫻井圭記 | 小倉陳利   | 下司泰弘   | 中村悟                     |
| 18   | LOST HERITAGE（暗殺的二重奏） SA: Assassination Duet – LOST HERITAGE                                           | 藤咲淳一 | 吉原正行   | 吉原正行   | 丸山宏一                   |
| 19   | CAPTIVATED（被偽裝網環抱著） SA: Embraced by a Disguised Net – CAPTIVATED                                      | 菅正太郎 | 安藤真裕   | 大原実     | 木崎文智                   |
| 20   | RE-VIEW（被抹滅的藥） C: Vanished Medication – RE-VIEW                                                         | 佐藤大   | 松本淳     | 河野利幸   | 浅野恭司                   |
| 21   | ERASER（遺留的軌跡） C: Left-Behind Trace – ERASER                                                             | 佐藤大   | 河野利幸   | 竹下健一   | 新野量太 玄馬宣彦(機械)    |
| 22   | SCANDAL（賄賂疑雲） C: Corporate Graft – SCANDAL                                                               | 藤咲淳一 | 橘正紀     | 橘正紀     | 村田俊治                   |
| 23   | EQUINOX（善惡的彼端） C: The Other Side of Good and Evil – EQUINOX                                             | 藤咲淳一 | 松本淳     | 松本淳     | 中村悟                     |
| 24   | ANNIHILATION（孤城落日） C: Sunset in the Lonely City – ANNIHILATION                                           | 櫻井圭記 | 橘正紀     | 下司泰弘   | 浅野恭司                   |
| 25   | BARRAGE（硝煙彈雨） C: Smoke of Gunpowder, Hail of Bullets – BARRAGE                                           | 櫻井圭記 | 布施木一喜 | 布施木一喜 | 後藤隆幸                   |
| 26   | STAND ALONE COMPLEX（公安9課再集結） C: Public Security Section 9, Once Again – STAND ALONE COMPLEX            | 佐藤大   | 河野利幸   | 河野利幸   | 村田俊治                   |

## 播放電視台
| 播放電視台     | 聯播網                  | 播放日期                       | 播放時間                                          | 備註           |
| -------------- | ----------------------- | ------------------------------ | ------------------------------------------------- | -------------- |
| Perfect Choice | 衛星電視                | 2002年10月1日 - 2003年11月30日 | PPV每月播放兩話                                   |                |
| 日本電視台     | 日本電視台系列          | 2004年1月6日 - 6月8日          | 星期二 25:23 - 25:53 4月放送時間改為25:10 - 25:40 | 參與製作委員會 |
| 福岡放送       | 日本電視台系列          | 2004年1月12日 - 6月14日        | 星期一 25:28 - 25:58                              |                |
| 中京電視台     | 日本電視台系列          | 2004年1月15日 - 6月17日        | 星期四 26:28 - 26:58                              |                |
| 讀賣電視台     | 日本電視台系列          | 2004年1月19日 - 6月21日        | 星期一 26:18 - 26:48                              |                |
| 長崎國際電視台 | 日本電視台系列          | 2004年1月19日 - 6月28日        | 星期一 25:23 - 25:53                              |                |
| 宮城電視台     | 日本電視台系列          | 2004年1月20日 - 6月22日        | 星期二 25:23 - 25:53                              |                |
| 福島中央電視台 | 日本電視台系列          | 2004年1月30日 - 7月23日        | 星期五 25:28 - 25:58                              |                |
| 札幌電視台     | 日本電視台系列          | 2004年4月9日 - 2005年9月24日   | 星期一 25:15 - 25:45                              |                |
| 山梨放送       | 日本電視台系列          | 2004年4月12日 - 2005年9月27日  | 星期二 25:40 - 26:10                              |                |
| 西日本放送     | 日本電視台系列          | 2004年7月7日 - 12月15日        | 星期三 25:50 - 26:20                              |                |
| 埼玉電視台     | 獨立協會 （首都圏三角） | 2015年4月1日 - 10月7日         | 星期三 23:00 - 23:30 （3家電視台同時網上放送）    |                |
| 神奈川電視台   | 獨立協會 （首都圏三角） | 2015年4月1日 - 10月7日         | 星期三 23:00 - 23:30 （3家電視台同時網上放送）    |                |
| 千葉電視台     | 獨立協會 （首都圏三角） | 2015年4月1日 - 10月7日         | 星期三 23:00 - 23:30 （3家電視台同時網上放送）    |                |

## 衍生商品

### 書籍
小說
小說版著者為藤咲淳一，本身也有參與動畫本篇的腳本。
- 攻殻機動隊 STAND ALONE COMPLEX 虚夢回路 - 2004年1月21日發售、ISBN 4-19-905145-7
- 攻殻機動隊 STAND ALONE COMPLEX 凍える機械 - 2004年7月8日發售、ISBN 4-19-905147-3

時代背景設定為攻殻機動隊 S.A.C. 2nd GIG。
- 攻殻機動隊 STAND ALONE COMPLEX 眠り男の棺 - 2005年2月4日發售、ISBN 4-19-905149-X

漫畫
作畫皆由衣谷遊負責。
- 攻殻機動隊 STAND ALONE COMPLEX（全5卷）

| 冊數 | 講談社        | 講談社                 |
| 冊數 | 發售日期      | ISBN                   |
| ---- | ------------- | ---------------------- |
| 1    | 2010年4月6日  | ISBN 978-4-06-375893-1 |
| 2    | 2010年11月5日 | ISBN 978-4-06-375989-1 |
| 3    | 2011年8月5日  | ISBN 978-4-06-376099-6 |
| 4    | 2012年3月6日  | ISBN 978-4-06-376602-8 |
| 5    | 2013年3月6日  | ISBN 978-4-06-376775-9 |

- 攻殻機動隊 STAND ALONE COMPLEX〜The Laughing Man〜（全4卷）

| 冊數 | 講談社        | 講談社                 |
| 冊數 | 發售日期      | ISBN                   |
| ---- | ------------- | ---------------------- |
| 1    | 2014年6月20日 | ISBN 978-4-06-376997-5 |
| 2    | 2015年3月6日  | ISBN 978-4-06-377118-3 |
| 3    | 2015年12月4日 | ISBN 978-4-06-377361-3 |
| 4    | 2016年12月6日 | ISBN 978-4-06-376997-5 |

### 遊戲
- 《攻殻機動隊 STAND ALONE COMPLEX》（PS2、2004年3月發售）
- 《攻殻機動隊 STAND ALONE COMPLEX -狩人の領域-》（PSP、2005年9月發售）
- 《攻殻機動隊 STAND ALONE COMPLEX オンライン》（電腦用線上FPS、2016年11月起β版伺服器開始營運）

### 機台
- 柏青哥：新世紀ぱちんこCR攻殻機動隊 STAND ALONE COMPLEX（2012年9月、Okey dokey.）
京樂産業.與Fields Corporation合併Brand okey.所生產，約7年保固期間的新作機種。
- 老虎機：パチスロ攻殻機動隊S.A.C.（2013年1月、Sammy）

## 外部連結
- （日語）互联网电影数据库（IMDb）上《攻殼機動隊 STAND ALONE COMPLEX》的资料（英文）
- （日語）攻殻機動隊 STAND ALONE COMPLEX （页面存档备份，存于） ＠ 日本電視NTV
- （日語）攻殻機動隊 STAND ALONE COMPLEX / 作品紹介 （页面存档备份，存于） / Production I.G